# Sigalion mathildae
Sigalion mathildae é uma espécie de anelídeo pertencente à família Sigalionidae.
A autoridade científica da espécie é Audouin & Milne Edwards in Cuvier, tendo sido descrita no ano de 1830.
Trata-se de uma espécie presente no território português, incluindo a sua zona económica exclusiva.